# Jarmila Vaňová
Jarmila Vaňová (ur. 8 maja 1965) – dziennikarka, nauczycielka, działaczka społeczna i polityk słowacka narodowości romskiej – polityk słowacka, posłanka do Rady Narodowej z ramienia partii Zwyczajni Ludzie i Niezależne Osobistości wybrana w wyborach parlamentarnych w 2020 roku.